# Марон, Карл
Карл Ма́рон (нем. Karl Maron; 27 апреля 1903, Шарлоттенбург, Пруссия — 2 февраля 1975, Восточный Берлин) — немецкий политик и журналист, член КПГ и СЕПГ. В 1955—1963 годах занимал пост министра внутренних дел ГДР в звании генерал-полковника и возглавлял Немецкую народную полицию.

## Биография
Сын извозчика, Карл Марон окончил народную школу и в 1917—1921 годах учился на слесаря. Работал по профессии до 1929 года. С 1919 года занимался спортивной борьбой и активно участвовал в рабочем спортивном движении. В 1926 году вступил в КПГ. В 1927—1928 годах работал в руководстве парторганизации на заводах «Сименс» в Берлине.
После прихода национал-социалистов к власти в Германии перешёл на нелегальное положение, в 1934 году эмигрировал в Копенгаген, где работал редактором пресс-службы Красного спортивного интернационала. С 1935 года представлял Красный спортивный интернационал в Коминтерне в Москве, после роспуска КСИ в 1937 году перешёл на работу в отделы печати и информации Коминтерна. В 1943—1945 годах работал редактором газеты «Свободная Германия», выпускавшейся Национальным комитетом «Свободная Германия», и отвечал за военные комментарии.
В конце апреля 1945 года вернулся на родину вместе с группой Ульбрихта. До 1946 года занимал должность первого заместителя обер-бургомистра Берлина, затем до 1949 года был депутатом Берлинского городского совета от СЕПГ. С 1948 года занимал должность уполномоченного по делам экономики. В 1949—1950 годах работал на должности заместителя главного редактора ежедневной газеты Neues Deutschland. В 1950 году в звании генерального инспектора стал преемником Курта Фишера на посту начальника Главного управления Немецкой народной полиции и заместителем министра внутренних дел ГДР. С 1955 года и до своей отставки по состоянию здоровья в 1963 году занимал должность министра внутренних дел ГДР.
С 1954 года Карл Марон входил в состав ЦК СЕПГ, в 1958—1967 годах работал депутатом Народной палаты ГДР. В 1961 году входил в состав штаба Национального совета обороны ГДР по закрытию государственной границы в Берлине. С 1964 года руководил Институтом исследования общественного мнения при ЦК СЕПГ.
В 1955 году Карл Марон женился на Хелле Игларц, является отчимом писательницы Моники Марон. Похоронен в Мемориале социалистов на Центральном кладбище Фридрихсфельде.